# タレマイトンガ・トゥアパティ
タレマイトンガ・トゥアパティ（Talemaitoga Tuapati、1985年8月16日 - ）は、フィジーのラグビー選手。

## プロフィール
- フィジー・スバ出身。
- ポジションはフッカー(HO)。
- 身長 178cm、体重 107kg
- フィジー代表キャップは43（2020年7月現在）でラグビーワールドカップ2011・ラグビーワールドカップ2015のフィジー代表に選ばれた[1]。

## 略歴
サウスランド、スタッド・フランセ、プロヴァンスを経て、2019年、USカルカソンヌに加入。